# تو ونتی
تو ونتی (به انگلیسی: 2wenty؛ زادهٔ ۱ ژانویهٔ ۱۹۸۱) یک هنرمند و عکاس اهل ایالات متحده آمریکا است.

## عکاسی
تو ونتی آثار خود را به عکاسی با نقاشی نور گسترش می دهد. از طریق نوردهی های طولانی، دوربین نه تنها از سوژه، بلکه منبع نوری را که هنرمند بر روی بوم خود حرکت می دهد، می‌گیرد. تو ونتی می‌گوید: درون این تصاویر پرجزئیات، «عمق و دنیایی دیگری است که هم مکان و هم گذر زمان را ثبت می‌کند».